# Lethbridge Hurricanes
Die Lethbridge Hurricanes sind eine kanadische Eishockeymannschaft aus Lethbridge, Alberta. Das Team spielt seit 1987 in einer der drei höchsten kanadischen Junioren-Eishockeyligen, der Western Hockey League (WHL).

## Geschichte
Im Sommer 1987 wurden die Calgary Wranglers aus Calgary, Alberta, nach Lethbridge umgesiedelt und in Lethbridge Hurricanes umbenannt. Bereits in ihrem dritten Jahr erreichte die Mannschaft erstmals das Finale um den Ed Chynoweth Cup, in dem sie den Kamloops Blazers unterlagen. In der folgenden Spielzeit erreichten sie erneut das WHL-Finale, in dem sie sich den Spokane Chiefs geschlagen geben mussten. Ihren größten Erfolg erreichten die Hurricanes in der Saison 1996/97, als sie den Ed Chynoweth Cup gewannen. Als WHL-Meister qualifizierte sich Lethbridge für den Memorial Cup, in dem sie den Olympiques de Hull aus der QMJHL unterlagen. In der Saison 2007/08 erreichten die Hurricanes ein weiteres Mal das WHL-Finale, unterlagen allerdings zum zweiten Mal nach 1990 den Spokane Chiefs.
Vor den Lethbridge Hurricanes spielten bereits die Lethbridge Broncos aus der WHL in der Lethbridge (1974–1986).

## Logos

Logo von 1987 bis 1997
Logo von 2004 bis 2009
Logo von 2009 bis 2011
Aktuelles Logo seit 2011

## Ehemalige Spieler
Folgende Spieler, die für die Lethbridge Hurricanes aktiv waren, spielten im Laufe ihrer Karriere in der National Hockey League:
- Doug Barrault
- Zach Boychuk
- Travis Brigley
- Allan Egeland
- Eric Godard
- Mark Greig
- Terry Hollinger
- Dwight King
- Rob Klinkhammer
- Kirby Law
- Ross Lupaschuk
- Bryan Maxwell
- Jason McBain
- Jamie McLennan
- Brantt Myhres
- Chris Phillips
- Domenico Pittis
- Dale Purinton
- Jamie Pushor
- Byron Ritchie
- Jason Ruff
- Luca Sbisa
- Bryce Salvador
- Colton Sceviour
- Brent Seabrook
- Brandy Semchuk
- Cam Severson
- Mark Smith
- Lee Sorochan
- Martin Špaňhel
- Brody Sutter
- Nick Tarnasky
- Wes Walz
- Jason Widmer
- Shane Willis
- Matthew Yeats
- Brad Zavisha
- Kris Versteeg

## Team-Rekorde

### Karriererekorde
Spiele: 336  Shane Peacock
Tore: 183  Jason Ruff
Assists: 258  Shane Peacock
Punkte: 382   Jason Ruff
Strafminuten: 739  Brantt Myhres